# Escadrille 26

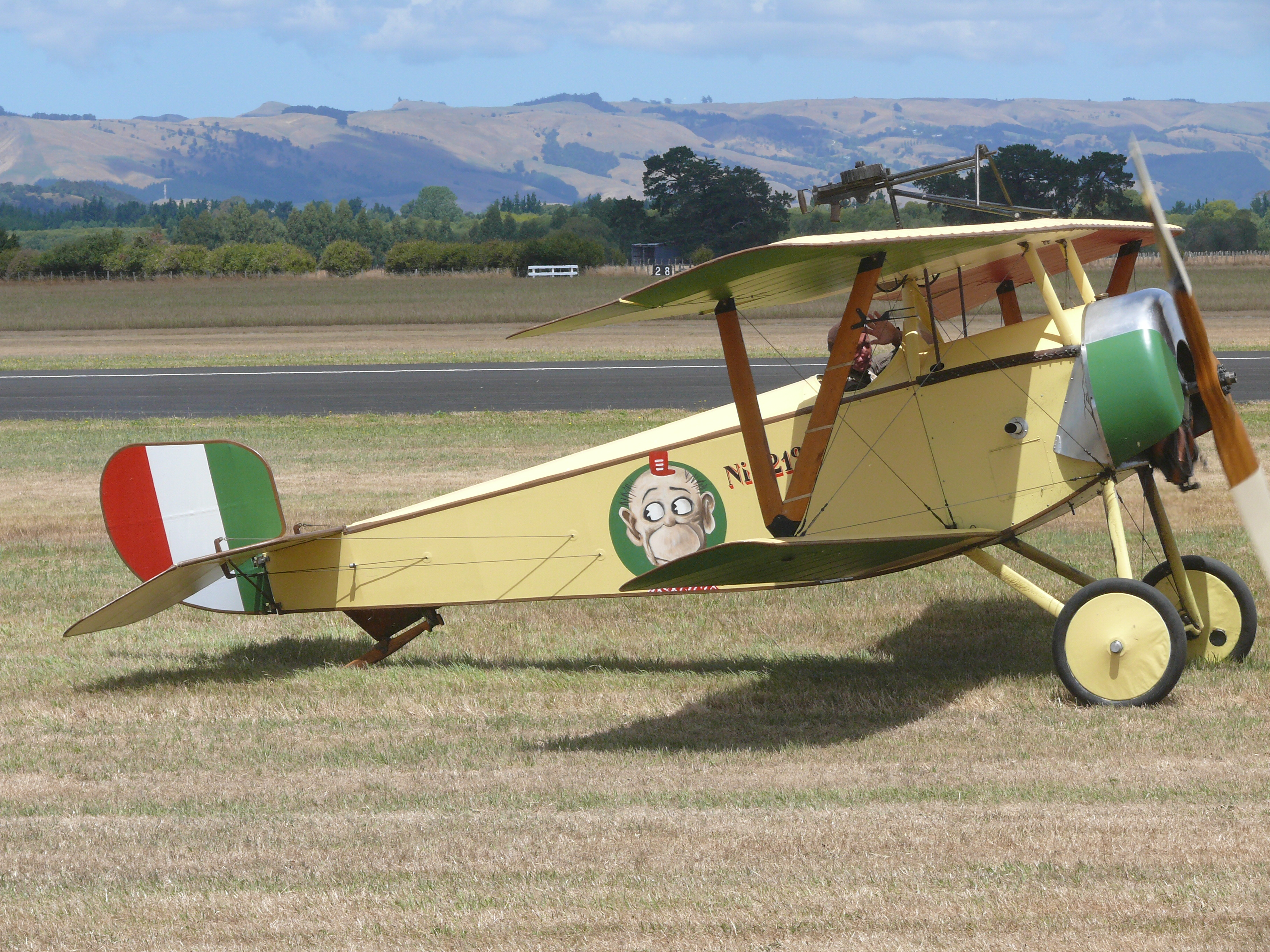
Un Nieuport 11 restauré.

L'Escadrille 26 est une unité aéronautique de l'armée française pendant la Première Guerre mondiale, créée en 1914. Elle porte successivement les noms MS 26, N 26 et SPA 26, en fonction des appareils utilisés : Morane-Saulnier, Nieuport et SPAD.

## Historique
L'escadrille 26 est créée le 26 août 1914 à Arras. Elle est d'abord équipée d'appareils Morane-Saulnier et est rattachée à la 6e armée en appui des forces terrestres avant de rejoindre des bases aériennes en Belgique.
Durant l'année 1915, l'escadrille s'équipe de Nieuport 11 et devient l'escadrille N26. En juin 1916, elle rejoint à Cachy une formation improvisée, le Groupe de Combat de la Somme qui comprenait outre l'escadrille N26, l'escadrille N3, l'escadrille N103 et l'escadrille N73, dont le commandement est confié au capitaine Félix Brocard. Le 1er novembre, le groupe devient officiellement le groupe de combat 12, plus connu comme l'Escadrille des Cigognes.
Le 16 avril 1917, le GC 12 passe du champ d'opérations de la 8e armée à celui des 7e armée et 10e armée et intervient donc lors de la Bataille du Chemin des Dames. En juillet 1917, l'escadrille part en assistance de la Première armée en Flandre. Le 11 décembre 1917, elle revient à la 7e armée, et s'équipe d'avions SPAD et devient l'escadrille SPA 26.
En 1918, elle change plusieurs fois d'affectation. Le 12 janvier 1919, l'escadrille SPA 26 est citée par la 4e armée pour avoir détruit 51 appareils ennemis et pour en avoir mis 70 hors d'état.

## Pilotes célèbres
- Roland Garros
- le Japonais Kiyotake Shigeno
- Pierre Costantini
- Xavier de Sevin[2]
- Noël de Rochefort (en)
- Gustave Naudin (en)
- Constant Soulier[1]
- René de Malherbe

## Appareils
- Morane-Saulnier : 26 août 1914
- Nieuport 11 : 1915
- Nieuport 17
- SPAD[1]

## Ouvrages de référence
- Norman L. R. Franks et Frank W Bailey, Over the front : a complete record of the fighter aces and units of the United States and French Air Services, 1914-1918, Londres, Grub Street, 1992, 228 p. (ISBN 978-0-948817-54-0, OCLC 472550958).